# Antonio Esparza
Antonio Esparza Sanz (* 6. Januar 1962 in Sabadell) ist ein ehemaliger spanischer Radrennfahrer und nationaler Meister im Radsport.

## Sportliche Laufbahn
Esparza bestritt Bahnradsport und Straßenradsport. Als Amateur gewann er 1981 die nationale Meisterschaft im Sprint. Im Etappenrennen Cinturón Ciclista Internacional a Mallorca 1984 war er auf einer Etappe erfolgreich.
Von 1984 bis 1992 war er als Berufsfahrer aktiv. Er begann seine Laufbahn als Radprofi 1984 im Radsportteam Kelme. 1987 gewann er zwei Etappen in der Vuelta a España. Esparza gewann die Eintagesrennen Circuito de Getxo 1985 vor Mathieu Hermans und die Trofeo Masferrer 1986. 1985 gewann er eine Etappe der Galicien-Rundfahrt. 1989 war er auf einer Etappe der Vuelta Ciclista a Murcia siegreich.
Zweite Plätze holte er in den Rennen Trofeo Masferrer 1988 und Trofeo Soller 1992. Die Vuelta a España bestritt er siebenmal, konnte dabei keine vordere Platzierung belegen. 1992 siegte er in der Meta Volantes-Wertung der Rundfahrt.